# (468377) 2016 FV54
(468377) 2016 FV54 es un asteroide perteneciente al cinturón de asteroides, descubierto el 12 de marzo de 2008 por el equipo Spacewatch desde el Observatorio Nacional de Kitt Peak (Arizona, Estados Unidos).